# ETHA Engomis
ETHA Engomis, conocido por motivos de patrocinio como Michelin ETHA Engomis, es un club de baloncesto chipriota, con sede en la ciudad de Engomi, un suburbio de Nicosia. Fue fundado en 1942. Compite en la Division A, la primera competición de su país y en la tercera competición europea, la FIBA European Cup. Disputan sus partidos como local en el Pabellón Cubierto Eleftheria, con capacidad para 6.800 espectadores. Ha sido campeón de Division A en dos ocasiones, la última en 2012.

## Historia
El club "ETHA" nació de la fusión de los clubes de la ciudad de Engomi "Thiella" y "Anagennisis". El "Anagennisis" fue anterior al "Thiellas" y parece ser que fue fundado a principios de la década de 1920, mientras que el "Thiella" lo fue en la década de los 30. Entre los años 1942 y 1946 se hicieron diversas consultas para llevar a cabo su fusión, se barajaron varios nombres como "Engomi", y finalmente dio lugar a la fusión de los dos clubes en 1946 con el nombre de "ETHA Engomis".
A pesar de su historia, no fue hasta 2011 cuando lograron ganar sus primeros títulos, adjudicándose el doblete esa temporada, al conseguir la liga y la copa de Chipre.

## Posiciones en liga
- 2010 (3)
- 2011 (4)
- 2012 (3)
- 2013 (4)
- 2014 (5)
- 2015 (4)

## Palmarés
- Liga de Chipre

Campeón (2): 2010–11, 2011–12
- Copa de Chipre

Campeón (3): 2010–11, 2012–13, 2014-15
- Supercopa de Chipre

Campeón (1):  2012